# Francesco Redi
Francesco Redi (Arezzo, 18 o 19 de febrer de 1626 - Pisa, 1 de març de 1697), fou un naturalista, metge i poeta de la Toscana, conegut especialment per haver realitzat experiments a Florència considerats molt rellevants en la refutació de la teoria de la generació espontània, la qual postulava la producció d'éssers vius partint de matèria inerta.
Nascut a Arezzo, a la regió Toscana, Redi va ser l'arquiatre del Duc Ferran II, i va formar part de l'Accademia della Crusca i de l'Accademia del Cimento.
Va realitzar un gran nombre d'investigacions sobre diversos cucs (cosa que fa que se'l consideri el pare de l'helmintologia), animals paràsits i el verí de les serps, de les quals van sorgir les seves obres científiques "Osservazioni intorno alle vipere" (Observacions sobre els escurçons) i "Esperienze intorno alla generazione degl'Insetti" (Experiències sobre la generació dels insectes).
La demostració experimental detallada a "Esperienze intorno alla generazione degl'Insetti" va permetre demostrar la invalidesa de la hipòtesi de la generació espontània. El saber d'aquell temps establia que les larves es formaven naturalment de la carn en estat de descomposició. En un experiment realitzat el 1668, Redi va prendre tres flascons i va posar carn putrefacta en cada un. Va segellar fortament un dels flascons, en va deixar un altre d'obert, i va cobrir el tercer amb una gasa. La conclusió de l'experiment va demostrar el desenvolupament de cucs a la carn del flascó obert i sobre la gasa del flascó corresponent, mentre que no es van observar cucs en cap part del flascó segellat. Així, l'experiment de Redi va permetre comprovar que larves de les substàncies orgàniques en descomposició no apareixen si s'evita que les mosques hi ponguin els seus ous; d'aquesta manera va començar la lluita contra la idea de la generació espontània.
Va influir a la cort medicea per tal que el seu amic i protegit, el metge i arqueòleg Giovanni Pagni, fos enviat a la Regència de Tunis per tal de guarir Muhammad el Hafsi.
Redi també va ser poeta; la seva obra més coneguda és «Bacco in Toscana» (1685), que tracta sobre els vins d'aquesta regió italiana.
En honor d'aquest cèlebre biòleg mort a Pisa el 1697 es va atorgar el nom Redi a un cràter de Mart.